# Jacques Grimault
Jacques Grimault , nascido em Berry em 16/07/1954, é ensaísta, roteirista e editor francês. 

## Biografia
Em 2010 ficou conhecido mundialmente quando saiu o filme sobre Piramidologia, a revelação das pirâmides , um documentário baseado no livro homônimo de Jacques Grimault, que propõe uma teoria que liga as pirâmides a vários monumentos antigos, da China ao Peru, do Egito a México. 
Desde 2011, ele é o presidente da associação La Nouvelle Atlantide.

## Works
Ensaios
- La Révélation Des Pyramides, en version N&B: Tome 1 : Pyramides De Lumière Broché – 6 novembre 2018
- De la Sainte Opération naturelle pour faire la Pierre des Sages, Pierre de la Borde
- ABC de l'Alchimie, éditions de la nouvelle atlantide, 2017.
- Comprendre le nombre d'or: sans les mathématiques, ou comment l'univers fonctionne en harmonie, le nombre d'or dans la grande pyramide de Gizeh Broché – 2 mars 2016, Editeur : CreateSpace Independent Publishing Platform (2 mars 2016), ISBN 1530344409
- Les Mystères de la Grande Pyramide dévoilés et expliqués en images: les découvertes de Jacques Grimault, Broché – 21 mars 2016, CreateSpace Independent Publishing Platform, (21 mars 2016), ISBN 978-1530664849
- Mes Inventions Nikola Tesla, un livret de Jacques Grimault Broché – 9 février 2018.
- Le petit livre des Tarots, Editeur : CreateSpace Independent Publishing Platform (19 mars 2016), ISBN 978-1530636884
- Introduction à l'Astrologie hermétique, Editeur : CreateSpace Independent Publishing Platform, (19 mars 2016), ISBN 978-1530635085
- La logique de la science, Charles Sanders-Peirce, Editeur : CreateSpace Independent Publishing Platform (5 août 2016), ISBN 978-1536926453
- Le Mystère Khéops: le plus étrange édifice du monde,  Editeur : CreateSpace Independent Publishing Platform (21 mars 2016), ISBN 978-1530663811
- Logique de L'Initiation traditionnelle,  Editeur : CreateSpace Independent Publishing Platform (6 août 2016), ISBN 978-1536943771
- Analectes égyptologiques, livret 1 (Egyptologie)
- Le Livre des 12 portes Broché – 6 août 2016, Editeur : CreateSpace Independent Publishing Platform (6 août 2016), ISBN 978-1536940787
- La Révélation de l'Île de Pâques,  19 mars 2016, Editeur : CreateSpace Independent Publishing Platform (19 mars 2016), ISBN 978-1530636327
- Table Ronde, Graal et Alchimie: De la légende à l’Histoire… Le roi Arthur et la Table ronde,  6 août 2016, Editeur : CreateSpace Independent Publishing Platform (6 août 2016), ISBN 978-1536948035
- Les secrets templiers, Editeur : CreateSpace Independent Publishing Platform (28 décembre 2017), ISBN-13: 978-1982098711
- L'énigme Marie-Madeleine, Editeur : CreateSpace Independent Publishing Platform (19 mars 2016), ISBN 978-1530635153

Revistas
- Nouvelle planète N° 4 - Ovni et extraterrestres Broché – 20 mars 2016, Editeur : CreateSpace Independent Publishing Platform (20 mars 2016), ISBN 978-1530654840
- Atlantis revue 463: Les mystères de la transmutation alchimique, une énigme nommée Fulcanelli Broché – 4 mars 2016, Editeur : CreateSpace Independent Publishing Platform (4 mars 2016), ISBN 978-1530376766

Filme
- Exclusif, La Révélation Des Pyramides, le Film: Le livret du film - Un film de Patrice Pooyard d'après le livre de Jacques Grimault Broché – 20 mars 2016

Editora
- Recueil de documents sur la lévitation, Colonel Albert de Rochas d’Aiglun Broché – 19 mars 2016, Editeur : CreateSpace Independent Publishing Platform (19 mars 2016), ISBN 978-1530636020
- Second traité de l'antimoine, d’Alexandre von Suchten, Editeur : CreateSpace Independent Publishing Platform (6 août 2016), ISBN 978-1536947847